# 祝汝方
祝汝方（？—？），辽宁新民人，满族，中华人民共和国教育家，中国民主同盟中央委员会原常务委员。

## 生平
1944年毕业于国立北京大学工学院，获硕士学位。1944年任天津大清化工厂技师。1950年加入中国民主同盟。